# جون نيوبي
جون نيوبي (بالإنجليزية: Jon Newby)‏ هو لاعب كرة قدم بريطاني في مركز الهجوم، ولد في 28 نوفمبر 1978 في وارينغتون في المملكة المتحدة. لعب مع شيفيلد يونايتد وكيدرمينستر هاريرز ونادي بوري ونادي بيرتن ألبيون ونادي ريكسهام ونادي ساوثبورت ونادي غرينوك مورتون ونادي كارلايل يونايتد ونادي كرو ألكساندرا ونادي ليفربول ونادي موركامب ونادي يورك سيتي ونورثويتش فيكتوريا وهدرسفيلد تاون.

## وصلات خارجية
- جون نيوبي على موقع قاعدة بيانات كرة القدم.إي يو (الإنجليزية)
- جون نيوبي على موقع Soccerbase.com (لاعب) (الإنجليزية)
- جون نيوبي على موقع عالم كرة القدم.نت (الإنجليزية)